# FILM Ferrania
FILM Ferrania S.r.l. è un produttore di materiale fotografico con sede a Ferrania (SV), in Italia.

## Storia
Nel 1882 a Cengio, in Liguria, la SIPE (Società Italiana Prodotti Esplodenti) impianta un dinamitificio che, con l’ingresso dell’Italia nella prima guerra mondiale, si ingrandisce a dismisura producendo materiale bellico per il fronte, sino a che si rende necessaria la costruzione ex novo di uno stabilimento situato nei pressi del borgo di Ferrania. Alla fine del 1917, viene costituita la società per azioni FILM (Fabbrica Italiana Lamine Milano), a capitale italo francese diviso al 50% fra la stessa SIPE e la Pathé Frères di Vincennes, la maggiore fabbrica francese di prodotti sensibili.
Nel 1923 viene presentata all’esposizione di Torino la prima produzione di pellicola positiva cinematografica.
Nel 1926 la Pathè cede la propria quota azionaria al Credito Italiano, che nel frattempo era diventato proprietario della SIPE. Nel 1932 la FILM assorbe la Cappelli, e assume la denominazione di Fabbriche Riunite Prodotti Fotografici Cappelli e Ferrania poi Film Cappelli-Ferrania.
L'azienda vive un periodo di espansione durante il quale i dipendenti sono circa 500: si verificano due passaggi di proprietà e viene assorbita anche una fabbrica milanese di materiali fotografici, la Tensi. Lo stabilimento occupa ora una superficie di circa 90.000 metri quadrati e il pacchetto azionario è di proprietà della torinese IFI. Nel 1936 ha inizio la produzione di pellicola per infrarosso e nello stabilimento di Milano comincia la costruzione di apparecchi fotografici. Nel 1938 la ragione sociale viene cambiata in Ferrania. 
Nel 1948 Ferrania in collaborazione con Officine Galileo inizia a commercializzare col marchio Ferrania-Galileo piccoli gioielli del Made in Italy nel campo delle fotocamere e delle ottiche, alcune delle quali assolutamente in grado di competere con gli apparecchi d'oltralpe. La Falco, la Astor, la Elioflex, la Ibis e naturalmente la Condor sono soltanto alcuni dei nomi nati da questa partnership durata circa un decennio. 
Nel 1964 il pacchetto azionario IFI – Fiat passa al gruppo americano 3M di St. Paul, Minnesota e nasce la Ferrania – 3M.
Nel 1996 la 3M forma una società sussidiaria, la Imation, a cui trasferisce la Ferrania scorporandola con un’operazione di spin-off. La società venne acquistata dalla Schroeder Ventures nel 1999 con la denominazione di Ferrania Imaging Technologies S.p.A. che finisce in liquidazione nel 2003.
Nel 2004 viene rilevata dal Gruppo Messina di Genova che nel 2009 cessa la produzione di pellicole fotografiche e crea la società Parco Tecnologico della Val Bormida nella quale confluisce il ramo di azienda della produzione di prodotti foto-cine. Nello stesso anno la società viene ceduta a FILSE (Finanziaria Ligure per lo Sviluppo Economico).
Nel 2013 Nicola Baldini e Marco Pagni fondano la FILM Ferrania Srl con sede in una porzione dello stabilimento di Ferrania a Cairo Montenotte e a seguito di un bando a invito a cui risponde, acquisisce il ramo d'azienda foto-cine con lo scopo di riprendere la produzione industriale di pellicola fotografica e cinematografica su piccola scala.
Il 19 novembre 2013 FILM Ferrania ha presentato il gruppo principale di produzione, ricerca e sviluppo, formato da personale ex-Ferrania proveniente dalla cassa integrazione. Dopo un lungo periodo durante il quale gli impianti fermi da molti anni sono stati parzialmente restaurati e rimessi in funzione, il 1º febbraio 2017 FILM Ferrania annuncia la pellicola Ferrania P30 Alpha, un'edizione limitata in formato fotografico 135 della celebre pellicola bianco e nero protagonista del cinema neorealista italiano. Il 15 marzo 2017 la Ferrania P30 Alpha viene messa in prevendita sullo shop online di FILM Ferrania e va esaurita dopo poche ore; le prime consegne effettive incominciano quasi un mese dopo, il 7 aprile. Seppur prodotta in relativamente pochi esemplari la Ferrania P30 Alpha riceve apprezzamenti dagli utenti di tutto il mondo e dai siti e dalle riviste specializzate per cui si verificano le condizioni perché FILM Ferrania possa effettuare un investimento ulteriore sugli impianti finalizzata ad una produzione continua nel tempo. A luglio 2019 nello stabilimento FILM Ferrania di Cairo Montenotte la nuova versione della Ferrania P30 entra in produzione. Il 6 dicembre 2019 iniziano le vendite della Ferrania P30 in Italia attraverso negozi fisici e online in USA. 
Nel 2018, con l’ingresso del nuovo socio Silvio Pignone viene intrapreso l’organico riadattamento delle attrezzature per poter garantire una produzione e una qualità costante nel tempo e l’attività di ricerca trova un nuovo impulso.
Nel 2023 i fondatori Nicola Baldini e Marco Pagni lasciano ogni carica in azienda rimanendo unicamente soci di minoranza, Silvio Pignone è il nuovo CEO.
Purtroppo l'azienda sotto la nuova guida non ottiene i risultati sperati e dopo un 2024 di profonda crisi Silvio Pignone è costretto a lasciare sia la guida dell'azienda che il suo pacchetto azionario di maggioranza. 
Il 10 Aprile 2025 viene rivelato il nome del nuovo azionista di maggioranza dell'azienda, si tratta dell'investitore britannico Jake Seal già impegnato nel settore della pellicola analogica con ORWO, Filmotech ed InovisCoat. 
Nel comunicato alla stampa Seal dice:
"L’accordo è stato concluso alla fine dello scorso anno attraverso un processo di acquisizione lungo e competitivo. Un nuovo consiglio di amministrazione è stato nominato. FILM Ferrania è stata impegnata a gettare nuove basi e a ricostruire il team, accogliendo anche scienziati e chimici in pensione o semi-pensionati della zona, che in passato avevano lavorato per Ferrania/3M. P30, P33 e i film a colori sono di nuovo sulla giusta strada."

## Galleria d'immagini

Marchio di Ferrania S.p.A. usato in passato
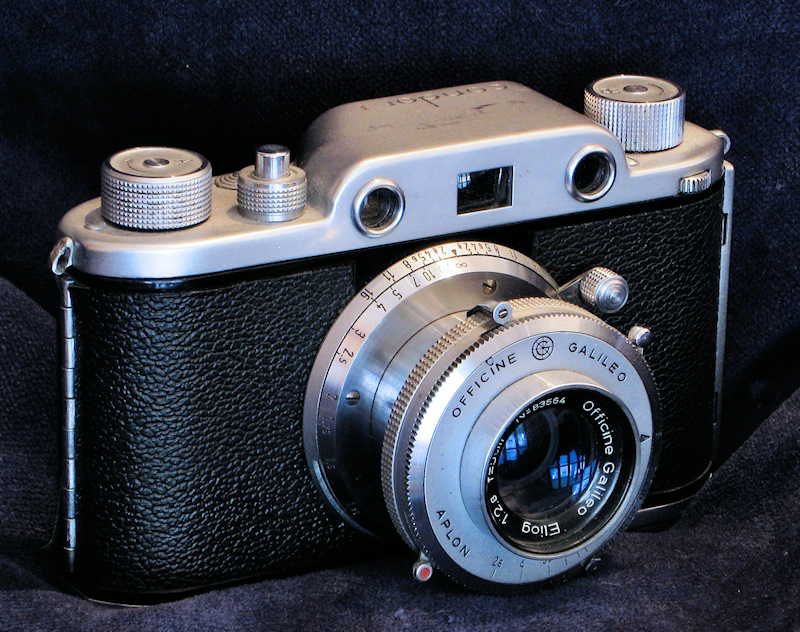
Ferrania Condor I
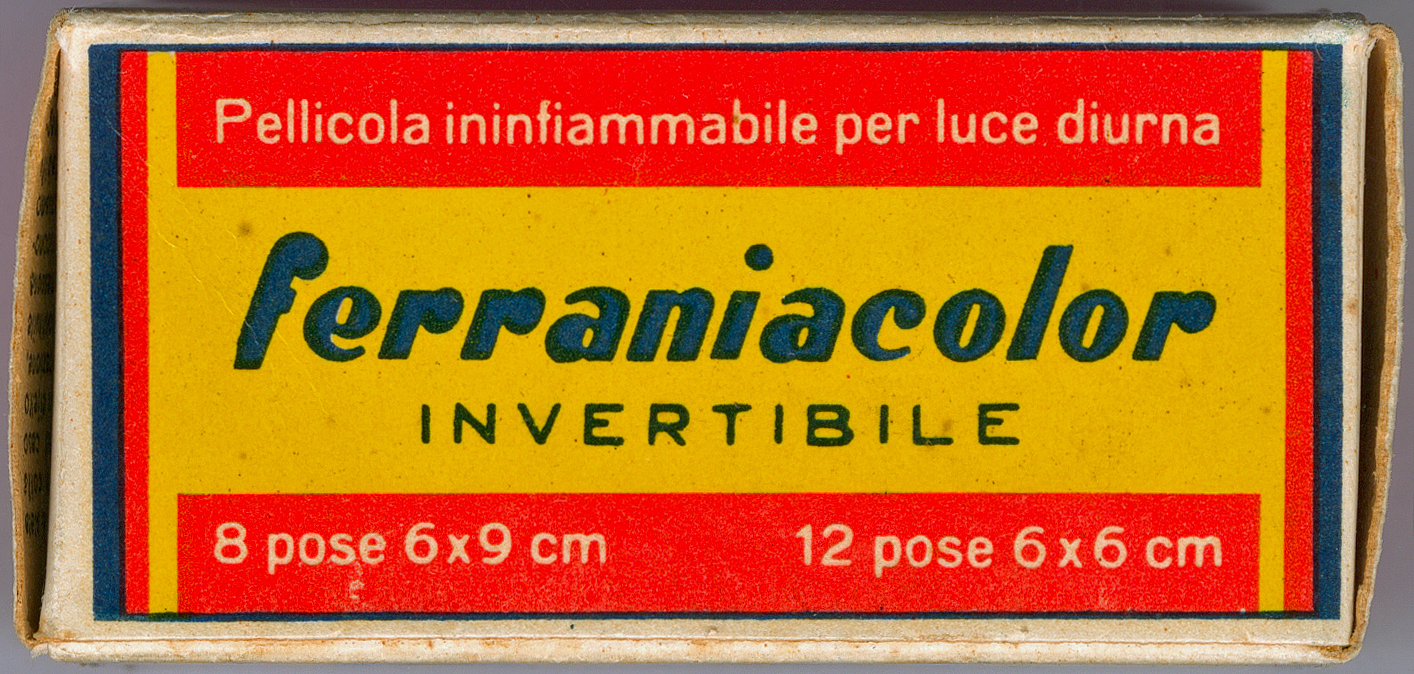
Pellicola nel formato 120 prodotta da Ferrania
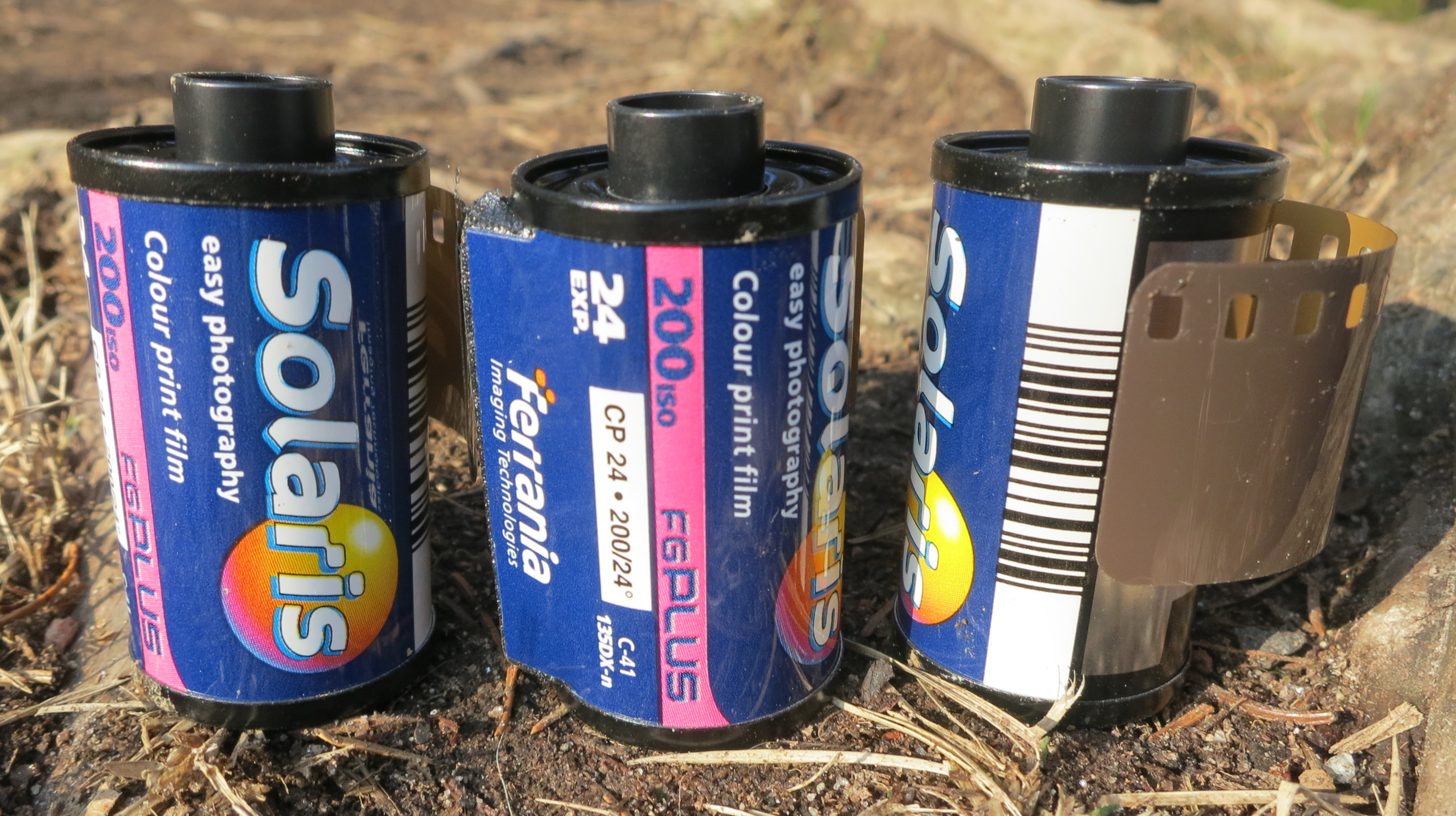
Ferrania Solaris 200 ASA 35 mm film

## Prodotti

### Pellicole
- FERRANIA P30 "Alpha" formato 135/36 (febbraio 2017 - dicembre 2017)
- FERRANIA P30 formato 135/36 e 120
- FERRANIA ORTO formato 135/36 e 120
- FERRANIA P33 formato 135/36 e 120